# いっかくじゅう座アルファ星
いっかくじゅう座α星（いっかくじゅうざアルファせい、α Monocerotis、α Mon）は、いっかくじゅう座ではβ星に次いで明るくみえる恒星である。ただし、β星系は三重星であり、単独の恒星としては、この星がいっかくじゅう座で最も明るくみえる。

## 特徴
いっかくじゅう座α星は、視等級が肉眼でも見える3.94で、地球からの距離はおよそ148光年である。橙色巨星であり、表面温度は太陽より低いが、光度、半径は太陽より大幅に上である。質量も太陽の倍以上あるので、年齢は太陽よりだいぶ若いが、主系列を脱し、核ではヘリウムの燃焼が始まっていると考えられる。
いっかくじゅう座α星は、スペクトルが安定しており、巨星を分光観測する際に比較するスペクトルのひな形、即ち分光標準星としても利用されている。